# 圆叶柳
圆叶柳（学名：Salix rotundifolia）为杨柳科柳属的植物。分布在加拿大、朝鲜、俄罗斯以及中国大陆的吉林等地，生长于海拔2,200米至2,600米的地区，多生在长白山苔原带，目前尚未由人工引种栽培。